# Von Ascheberg (adelsätt)
För andra betydelser, se von Ascheberg.
von Ascheberg var en svensk adelsätt.
Ätten hade tyskt-baltiskt ursprung och inkom till Sverige från Kurland med militären (sedermera fältmarskalken) friherre Rutger von Ascheberg (1621–1693). Denne introducerades 1675 som svensk friherre på Riddarhuset samt upphöjdes av Karl XI 1687 till greve. Som grevlig introducerades ätten 1689 med ättenummer 23. Den utdog 1722.